# قائمة معالم باريس
هذه قائمة لأهم معالم باريس وأشهرها.

## معالم مدينةباريس
| - برج ايفل - قوس النصر - متحف اللوفر - الشانزلزيه - بوبور - ميدان الكونكورد - معهد العالم العربي - ليزانفيلد - حديقة النباتات - ترو كاديرو - حديقة التويلري - كاتدرائية نوتردام - قصر العدل | - أوبرا جارنييه - متحف أورسيه - البنثايون - مطار أورسي - مطار باريس أورلي - الباستيل - لاديفانص - غابة بولونيا - غابة فانسن - قصر فرساي - كليشي سو بوا |

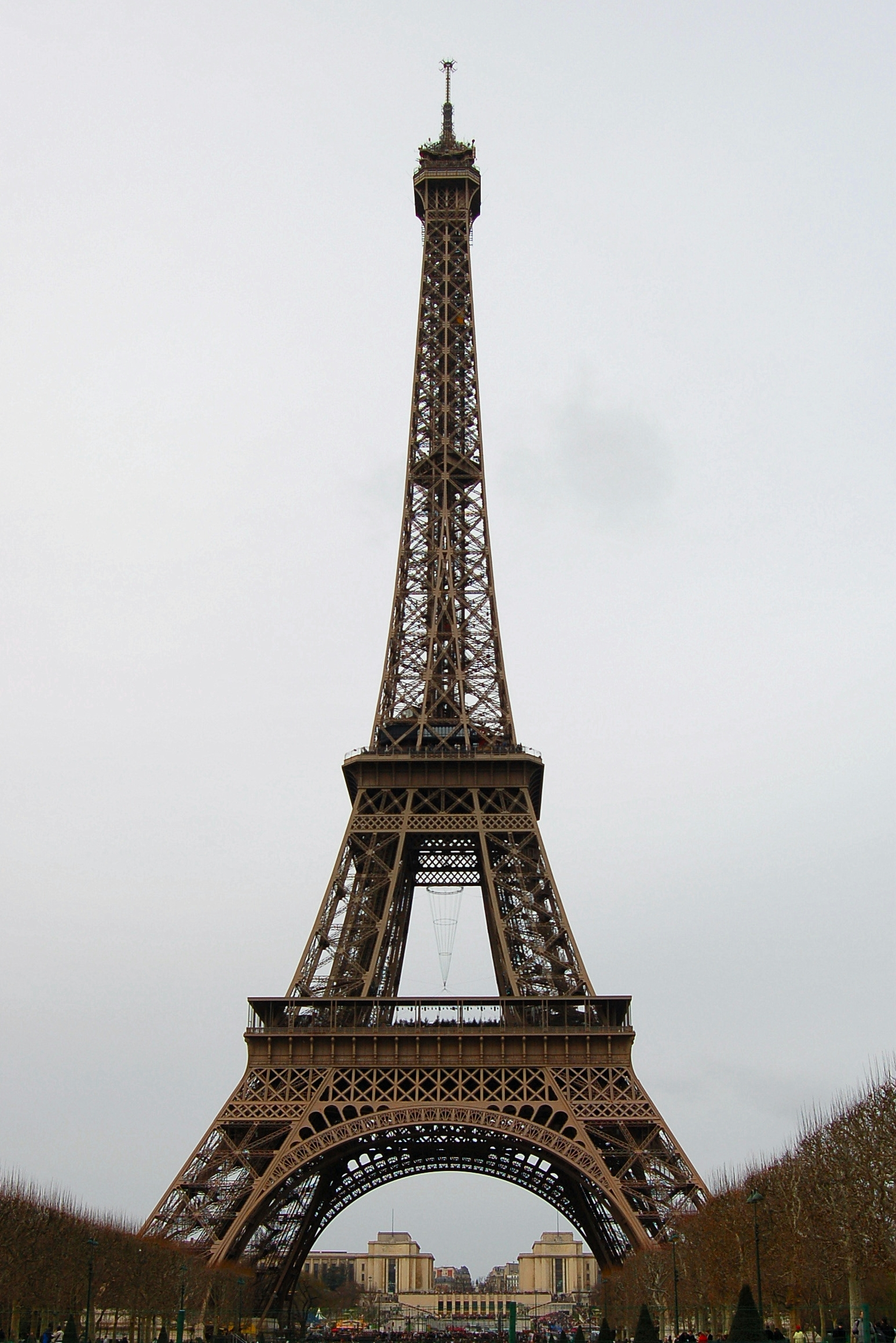
برج أيفل
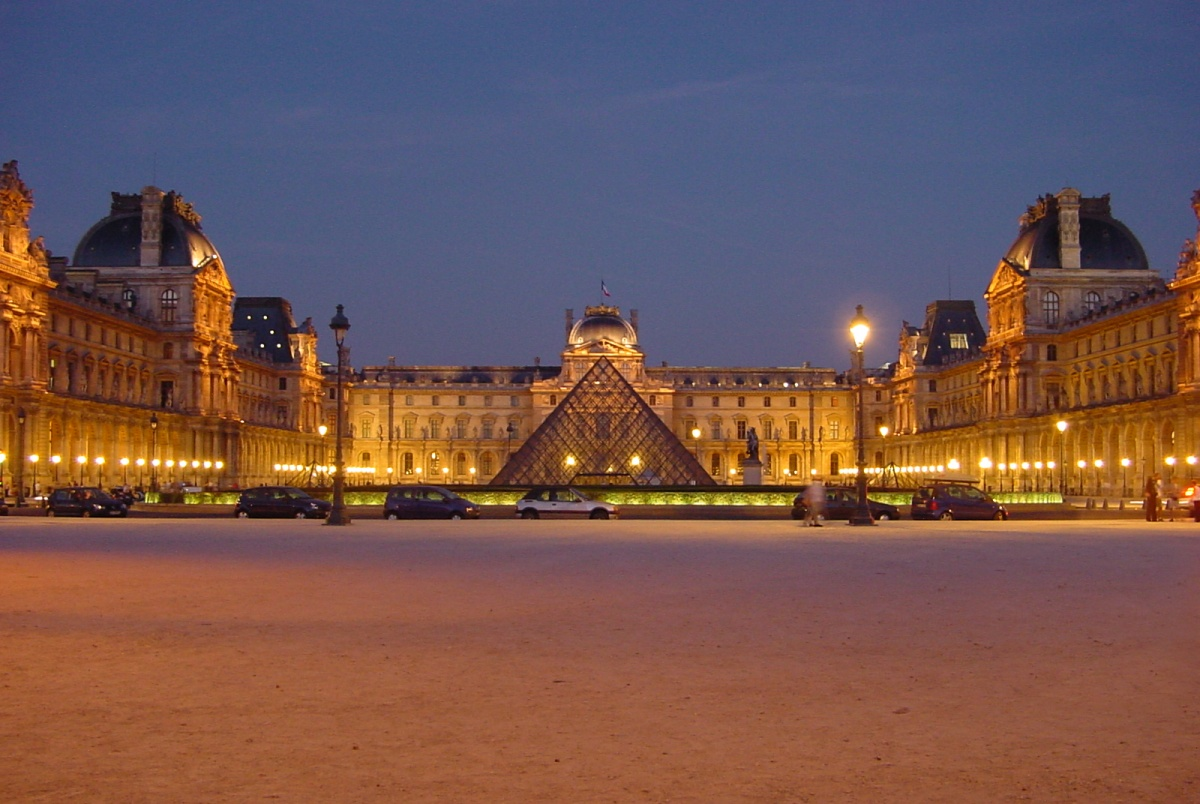
متحف اللوفر
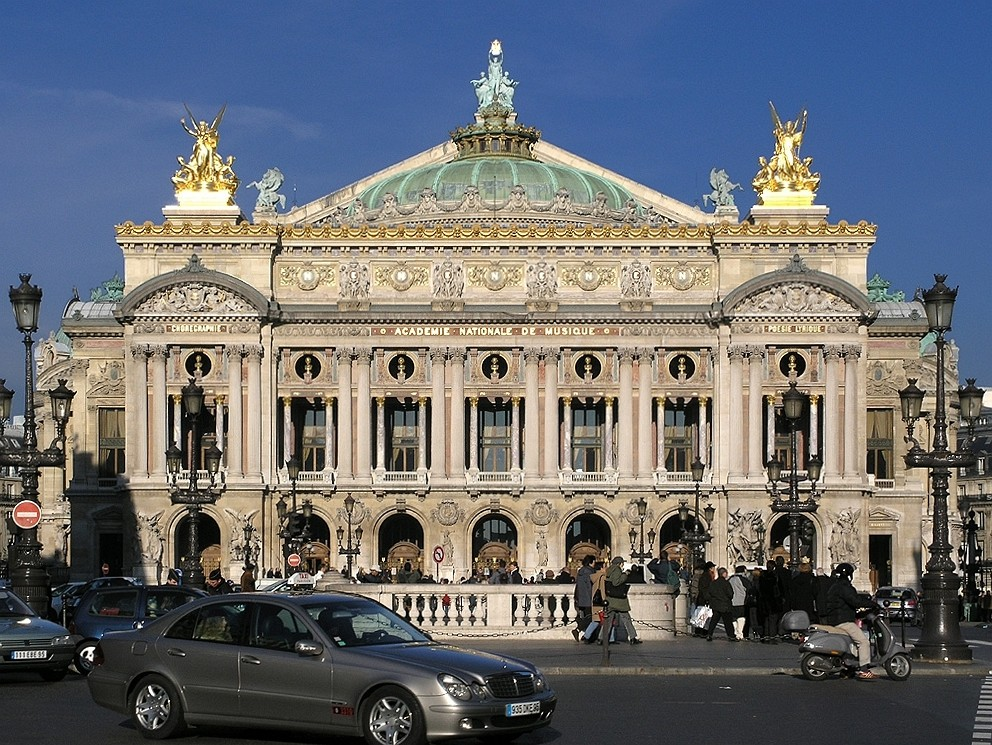
أوبيرا غارنييه